# NGC 87

NGC 87

NGC 87 أو إن جي سي 87 وتُسمى PGC 1357، هيَ مَجرة غير منتظمة ضِلعية مُنتشرة، تُعتبر جزءاً من رباعية روبرت (مجموعة من أربعة تفاعلات مجرية). تَقع هذه المجرة ضمن كوكبة العنقاء.

## وصلات خارجية
- NGC 87 على موقع ويكي سكاي: DSS2, SDSS, GALEX, IRAS, Hydrogen α, X-Ray, Astrophoto, Sky Map, Articles and images